# 海岛逸志

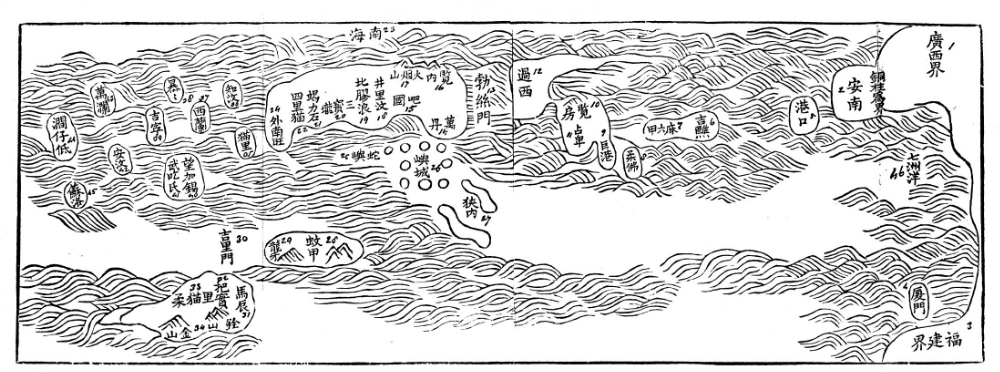
《海岛逸志》地图 麦都思注

《海岛逸志》，清代王大海在1791年所著的一部关于爪哇岛和马来半岛的游记。王大海字碧卿 生卒年不详，福建龙溪（今龙海市）人。清高宗乾隆四十八年（1783年），王大海泛海至爪哇，前后侨居巴达维亚、三宝垄等
地十年，游踪遍及爪哇北岸及马来半岛诸港口。归国后撰有《海岛逸志》六卷，载《小方壶斋舆地丛钞》。
《海岛逸志》的内容包括地方志、人物志、方物志、花果类等。

## 地方志
记述：巴达维亚、三宝垄、爪哇、荷兰、英国、葡萄牙、马来人、巴厘岛人、锡兰人、帝汶岛人、婆罗洲人等。

## 人物志
记述：明朝官员太监王三宝、海神泽海真人、爪哇华侨连捷公之妻、连木生、陈豹卿、许芳良和僧人佛宾等的事迹。

## 方物志
记述：豆芽、彩虹、火山、燕窝、天堂鸟、蟒蛇、犀牛、变色龙、玳瑁、鲨鱼、鳄鱼、猩猩、飞狐、气压计、气球、竹筏、望远镜、毒药、荷兰罗盘等

## 花果类
记述几种南洋常见的花果：椰子、甘蔗、红毛丹、榴莲等。

## 翻译本
《海岛逸志》有麦都思墨海书馆1849年英译本。